# 义享公祠
义享公祠，位于中国广东省揭阳市揭西县金和镇，为揭西县的一个县级文物保护单位，类型为古建筑，公布时间为1989年。
义享公祠的历史年代为清末。